# De Kleedkamer
De Kleedkamer is een Vlaamse documentaire-televisiereeks die voormalig sporters aan het woord laat over het leven na de carrière.
Het programma wordt gemaakt door het Mechelse productiehuis Deklat Binnen en is te zien op maandagavond op de Vlaamse openbare omroep Canvas. De eerste reeks werd uitgezonden in het voorjaar van 2016.
In de eerste twee seizoenen staan telkens zes voetbalclubs centraal. Voor het derde en het vierde seizoen werd er gekozen voor die andere Vlaamse volkssport, wielrennen. Het vijfde seizoen staat volledig in het teken van de Olympische Spelen. Het programma wordt gepresenteerd door Ruben Van Gucht.

## Afleveringen

### Seizoen 1
- 1.1 RSC Anderlecht - Het elftal van 1972  (18 april 2016). Met Jan Mulder, Rob Rensenbrink, Georges Heylens en Paul Van Himst aan tafel. Portretten van Gilles Van Binst en Inge Ejderstedt.
- 1.2 SK Beveren - Het elftal van 1979 (25 april 2016). Met Jean Janssens, Jean-Marie Pfaff, Freddy Buyl en Heinz Schönberger aan tafel. Portretten van Gustavo Lisazo en Marc Baecke.
- 1.3 Club Brugge - Het elftal van 1988 (2 mei 2016). Met Jan Ceulemans, Marc Degryse, Philippe Vande Walle en Henk Houwaart aan tafel. Portretten van Mamadou Tew en Luc Beyens.
- 1.4 Eendracht Aalst - Het elftal van 1994 (9 mei 2016). Met Yves Vanderhaeghe, Edwin van Ankeren, Leo Van der Elst en Peter Van Wambeke aan tafel. Portret van Godwin Okpara.
- 1.5 Germinal Ekeren - Het elftal van 1996 (16 mei 2016). Met Mike Verstraeten, Simon Tahamata, Eddy Snelders en Gunther Hofmans aan tafel. Portretten van Jean-Marie Abeels en Tony Herreman.
- 1.6 KV Mechelen - Het elftal van 1988 (23 mei 2016). Met Piet den Boer, Aad de Mos, Geert Deferm en Graeme Rutjes aan tafel. Portretten van Pascal De Wilde en Koen Sanders.

### Seizoen 2
- 2.1 Club Brugge - Het elftal van 1992 (20 februari 2017). Met Lorenzo Staelens, Franky Van der Elst, Foeke Booy en René Verheyen aan tafel. Portretten van Daniel Amokachi en Vital Borkelmans.
- 2.2 Sporting Lokeren - Het elftal van 1982 (27 februari 2017). Met Włodek Lubański, René van der Gijp, Preben Larsen en Maurits De Schrijver aan tafel. Portretten van Arnór Guðjohnsen en Grzegorz Lato.
- 2.3 Standard Luik - Het elftal van 1993 (6 maart 2017). Met Arie Haan, Henk Vos, Patrick Asselman en Thierry Pister aan tafel. Portretten van Marc Wilmots en Gilbert Bodart.
- 2.4 Lierse SK - Het elftal van 1997 (13 maart 2017). Met Eric Van Meir, Bob Peeters, Nico Van Kerckhoven en Dirk Huysmans aan tafel. Portretten van Eric Gerets en David Brocken.
- 2.5 Royal Antwerp FC -  Het elftal van 1993 (20 maart 2017). Met Walter Meeuws, Francis Severeyns, Rudi Smidts en Alex Czerniatynski aan tafel. Portretten van Didier Segers en Rudi Taeymans.
- 2.6 RSC Anderlecht - Het elftal van 2001 (27 maart 2017). Met Michel Verschueren, Tomasz Radzinski, Bart Goor en Aimé Anthuenis aan tafel. Portretten van Zvonko Milojević en Jan Koller.

### Seizoen 3
- 3.1 Milaan-San Remo - De editie van 1981 (19 maart 2018). Met Freddy Maertens, Etienne De Wilde, Fons De Wolf en Guido Van Calster aan tafel. Portretten van Francesco Moser en Roger De Vlaeminck.
- 3.2 Gent-Wevelgem - De editie van 1999 (26 maart 2018). Met Tom Steels, Léon van Bon, Peter Farazijn en Ludo Dierckxsens aan tafel. Portretten van Romāns Vainšteins en Steffen Wesemann.
- 3.3 Ronde van Vlaanderen - De editie van 2011 (2 april 2018). Met Tom Boonen, Nick Nuyens, Björn Leukemans en Staf Scheirlinckx aan tafel. Portretten van Bjarne Riis en George Hincapie.
- 3.4 Parijs-Roubaix - De editie van 1989 (9 april 2018). Met Walter Planckaert, Jean-Marie Wampers, Dirk De Wolf en Edwig Van Hooydonck aan tafel. Portretten van Eddy Planckaert en Marc Madiot.
- 3.5 Amstel Gold Race - De editie van 2001 (16 april 2018). Met Johan Museeuw, Michael Boogerd, Erik Dekker en Peter Van Petegem aan tafel. Portretten van Michele Bartoli en Sandra Rasschaert, de weduwe van Serge Baguet
- 3.6 Luik-Bastenaken-Luik - De editie van 1991 (23 april 2018). Met Peter Winnen, Steven Rooks, Luc Roosen en Eric Van Lancker aan tafel. Portretten van Moreno Argentin en Gianni Bugno.

### Seizoen 4
In de zomer van 2018 vonden de eerste opnames plaats van de vierde reeks van De Kleedkamer plaats. Onder meer Patrick Lefevere, Johan Bruyneel, Walter Godefroot, Herman Vanspringel, Hennie Kuiper, Eric Vanderaerden, Adrie Van der Poel, Bernard Hinault, Alessandro Ballan, Steve Bauer, Fabian Cancellara, Gregor Braun en Andrei Tchmil komen aan bod in de nieuwe reeks.
- 4.1 Milaan-San Remo - De editie van 1985 (18 maart 2019). Met Hennie Kuiper, Adrie van der Poel, Eric Vanderaerden en Ludo Peeters aan tafel bij het Castello Sforzeco in Milaan. Portretten van Sean Kelly en Steve Bauer.
- 4.2 Gent-Wevelgem - De editie van 1998 (25 maart 2019). Met Patrick Lefevere, Dirk Nachtergaele, Wilfried Peeters en Nico Mattan aan tafel op het wijndomein Entre-Deux-Monts op de flank van de Rodeberg. Portretten van Andrei Tchmil en Rolf Sørensen.
- 4.3 Ronde van Vlaanderen - De editie van 1978 (1 april 2019). Met Michel Pollentier, Walter Godefroot, Ferdi Van den Haute en Herman Vanspringel aan tafel vanop de Koppenberg. Portretten van Bernard Hinault en Gregor Braun.
- 4.4 Parijs-Roubaix - De editie van 2011 (8 april 2019). Met Johan Vansummeren, Mathew Hayman, Lars Boom en Sep Vanmarcke aan tafel in het Bos van Wallers. Portretten van Fabian Cancellara en Alessandro Ballan.
- 4.5 De Tour - Deel I (17 juni 2019). Eerste van twee afleveringen gewijd aan de Ronde van Frankrijk. Met José De Cauwer, Johan Bruyneel, Dirk Demol en Rudy Pevenage aan tafel op de wielerbaan La Cipale in Vincennes. Portretten van ex-winnaars Bradley Wiggins en Alberto Contador.
- 4.6 De Tour - Deel II (24 juni 2019). Tweede van twee afleveringen gewijd aan de Ronde van Frankrijk. Met Greg Van Avermaet, Tom Boonen, Jan Bakelants en Philippe Gilbert aan tafel in het Atomium van Brussel.

### Seizoen 5
- 5.1 Peking 2008 (23 maart 2020). Met Tia Hellebaut, Kim Gevaert, Maarten van der Weijden en Marianne Vos aan tafel. De vier goudenmedaillewinnaars blikken vanuit het Olympisch Stadion van Beerschot samen terug op de Spelen van 2008 in Peking. Interviews met Jan Vertonghen in Londen en Blanka Vlasic in Split.
- 5.2 Syney 2000 (30 maart 2020). Met Filip Meirhaeghe, Gella Vandecaveye, Ann Simons en Leontien van Moorsel aan tafel. Zij blikken aan het Fort van Brasschaat terug op de Spelen van 2000 in Sydney, maar hebben het ook over de keerzijde van de olympische medaille. Interviews met Haile Gebrselassie in Ethiopië en Maurice Greene in Texas.
- 5.3 Athene 2004 (6 april 2020). Met Inge de Bruijn, Axel Merckx, Anky van Grunsven en Robert Van de Walle aan tafel, die samen goed zijn voor 20 olympische medailles. Zij blikken vanuit het Sportimonium in Hofstade terug op de Spelen van 2004. Interviews met Justine Henin in Limelette en Hicham El Guerrouj in Rabat.
- 5.4 Londen 2012 (13 april 2020). Met Jean-Michel Saive, Tom Goegebuer, Evi Van Acker en Jos Lansink aan tafel. Zij blikken in de tuin van het Egmontpaleis in Brussel terug op de Spelen van 2012. Interviews met Aisling D'hooghe in Waterloo en Roberto Cammarelle in Assisi.
- 5.5 Atlanta 1996 (20 april 2020). Met Fred Deburghgraeve, Ulla Werbrouck, Harry Van Barneveld en Paul Vermeiren aan tafel.  Zij blikken vanop de Wellingtonrenbaan in Oostende terug op de Spelen van 1996. Interviews met Gail Devers in Gwinnet County, Georgia en Marie-José Perec in Tignes.
- 5.6 Rio 2016 (27 april 2020). Met Simon Gougnard, Pieter Timmers, Dirk Van Tichelt en Jolien D'Hoore aan tafel. Zij blikken vanop Antwerpen Linkeroever terug op de Spelen van 2016. Interviews met Nafi Thiam in Luik en Greg van Avermaet in Grembergen.